# À la poursuite de l'étoile
Pour plus de détails, voir Fiche technique et Distribution.
À la poursuite de l'étoile (titre original : Camminacammina) est un film italien réalisé par Ermanno Olmi et sorti en 1983.

## Synopsis
À chaque obscurité survenue, Mel, le prêtre-astronome, et Rupo, son disciple, observent le ciel depuis les ruines d'une colline. Or, une nuit précisément, les voici fortement troublés par la présence d'une étoile filante dont l'éclat et l'intensité offrent un caractère inaccoutumé. Mel l'interprète comme l'accomplissement de la Prophétie, celle de la venue du Messie. Ils se mettent donc en route, suivis par de nombreux habitants, issus de toutes conditions sociales : notables, marchands, paysans, artisans, mendiants, voleurs ou prostituées, tous désirent célébrer l'événement et accomplir offrande au Sauveur futur. Au cours de ce long chemin, parsemé de risques et d'obstacles, et, au cours duquel hélas tous ne reviendront pas, deux caravanes s'unissent à eux. Ils découvrent enfin le Rédempteur dans un village retiré et sous les traits d'un nouveau-né. Ils lui rendent témoignage de piété et d'infini respect. Toutefois, il leur faut se méfier d'une ville-garnison voisine, soumise à un monarque despotique et envieux. Les pèlerins, craignant une éventuelle agression, se dispersent en effaçant toute trace de leur passage...

## Fiche technique
- Titre du film : À la poursuite de l'étoile
- Titre original : Camminacammina
- Réalisation et scénario : Ermanno Olmi
- Photographie : Gianni Maddaleni, E. Olmi - Couleur
- Montage : Elma Rigoni, E. Olmi
- Musique : Bruno Nicolai
- Costumes : Alda Gasparoni
- Scénographie : E. Olmi
- Maquillage : Renzo Caroli
- Production : Ludovico Alessandrini, RAI
- Pays d'origine :  Italie
- Genre : Drame religieux
- Durée : 171 minutes
- Dates de sortie :
  - Italie : 12 mai 1983
  - France : 11 mai 1983 au Festival de Cannes et 30 novembre 1983 en salles
- Affiche : Michel Landi (France)

## Distribution
- Alberto Fumagalli : Mel, le prêtre
- Antonio Cucciarrè : Rupo
- Simone Migliorini : Erasmo
- Giovanni Becuzzi : Niguet
- Renzo Samminiatesi : le pasteur
- Eligio Martelacci : Kaipaco
- Rosaria Bianchi : Riota
- Dina Bianchi : Cevia
- Claudio Camerini : Giuseppe
- Marco Bertini : Cushi
- Pietro Costantini : Luside
- Vezio Gabellieri : Garoel
- Lucia Peccianti : Nohad

## Commentaires
Le cinéma d'Olmi est celui d'un authentique croyant. Ainsi, affronte-t-il, franchement et librement, le dogme de la religion et de l'Église officielle. « Les questions incessantes du jeune Rupo et la distance ironique et critique qu'il oppose aux certitudes aveugles de Mel et des autres Rois mages » dans À la poursuite de l'étoile sont celles du réalisateur qui déclare en conséquence : « En tant que croyant je refuse violemment les certitudes qui me sont dictées si elles ne laissent pas une part à mes propres doutes que j'aurais moi-même réussi à dépasser, que les certitudes soient idéologiques ou qu'elles proviennent de prêtres qui prétendent me vendre l'âme éternelle. La foi doit naître d'une lutte sincère, d'un conflit entre nous-mêmes et nos doutes. » À la poursuite de l'étoile plaide donc pour une foi sans Église. C'est pourquoi Olmi occupe une place singulière dans un cinéma italien, souvent imprégné par le matérialisme historique, en plaçant les questions de l'humanité concrète en phase avec les interrogations de la foi chrétienne : « Venu d'ailleurs, Olmi est demeuré d'ailleurs », écrit Christian Depuyper.